# Экономическая наука в России
В России имеется развитая экономическая наука, включающая крупные научно-исследовательские организации (например, Центральный экономико-математический институт, Институт экономики РАН, Институт народнохозяйственного прогнозирования, Институт экономики переходного периода, Институт мировой экономики и международных отношений и др.), учебные заведения (такие как Санкт-Петербургский государственный университет экономики и финансов, Академия народного хозяйства, Финансовая академия при Правительстве РФ, Высшая школа экономики, Государственный университет управления, Академия имени Плеханова, факультет экономики МГУ им. М.В. Ломоносова, и др.), издаётся множество научных журналов (Вопросы экономики, Проблемы прогнозирования, Контроллинг и др.).
В то же время, российская экономическая наука имеет крайне низкий авторитет в международном научном сообществе. Индекс цитирования российских экономистов близок к нулю: за последние 7 лет самое большое число ссылок на работы российского экономиста равен 4; в списке 1560 российских учёных, имеющих индекс цитирования свыше 100, нет ни одного экономиста.
Алексей Кузнецов, руководитель Центра европейских исследований Института мировой экономики и международных отношений РАН, считает, что России необходимо не столько мотивировать конкретных специалистов интегрироваться в мировое научное сообщество по качеству своих исследований, сколько создать общие условия для такой интеграции. А неотъемлемыми условиями такой интеграции должны стать перевод качественных российских журналов на английский язык на Западе и упрощение визового режима со странами ЕС, чтобы обеспечить для российских учёных комфортные условия участия в международных конференциях.